# Sándor István (szerzetes)
Boldog Sándor István (Szolnok, 1914. október 26. – Budapest, 1953. június 8.) szalézi szerzetes testvér, vértanú.

## Életrajza

### Gyermekkora Szolnokon
Az I. világháború első évében született. Édesapja, Sándor István, a MÁV-nál dolgozott segédmunkásként. A szegényes körülmények ellenére az édesanya, Fekete Mária, gondos nevelésben részesítette Istvánt, valamint később született két testvérét, Lászlót és Jánost.
István az elemi iskola négy osztálya után 1924 és 1928 között polgári iskolában tanult, majd 1931-ig a szolnoki M. Kir. Fa és Fémipari Szakiskolában kitanulta a vasesztergályos és rézöntő szakmát. Ezután egy ideig rakodómunkásként, majd vasesztergályosként dolgozott.

### A szalézi rendben
1936 elején Budapestre költözött, hogy nyomdásznak képezze át magát a szalézi rend rákospalotai nyomdájában. Itt szerzetesjelöltként (aspiránsként) hamarosan bekapcsolódott a szaléziak gyermeknevelő munkájába, főként ministránsokkal foglalkozott. Fél év elteltével kérte a felvételét a noviciátusba. A rendtartományi tanács először két év próbaidőt javasolt, tekintve hogy ki kell töltenie az aspiránsi időt, és figyelembe vették azt is, hogy nyomdászinasi tanulmányait is fejezze be először. Ez utóbbit 1938 márciusában teljesítette. Ezért a noviciátust csak akkor kezdte meg Mezőnyárádon, azonban besorozták katonának, és 1939. augusztus 30-án kezdte újra a noviciátust. Az egy év noviciátusi időt követően 1940. szeptember 8-án tette le az első, ideiglenes szerzetesi fogadalmat.
1942-ben szalézi kisegítő testvérként sorozták be a hadseregbe. Híradósként és távírászként vett részt a világháborús harcokban, Délvidéken, Erdélyben, Felvidéken, sőt a Don-kanyarban is szolgált. Bátor magatartásáért kitüntették. A doni vereséget követően csapattestét fokozatosan nyugatra vonták, így végül Németországban érte a háború vége, ahol 1944-ben amerikai fogságba került.

## 1945 utáni tevékenysége
A fogságból hazatérve, 1945 tavaszától újra a Clarisseumban, a rend nyomdájában dolgozott (1949-ben szerezte meg a nyomdász mesterlevelet), de emellett aktívan kivette a részét a gyermekek és fiatalok keresztény szellemű neveléséből, főként mint a keresztényszociális elveket a gyakorlati életbe átültetni kívánó KIOE (Katolikus Ifjak Országos Egyesülete) rákospalotai csoportjának a vezetője. Ezt a tevékenységét folytatta akkor is, amikor 1946 nyarán belügyminiszteri rendelettel hivatalosan betiltották az KIOE-t. Ez év július 24-én örökfogadalommal kötelezte el magát a szalézi rendben.
1948 őszén letette a nyomdászi mestervizsgát. A Clarisseum kiváló lehetőséget nyújtott az ifjúsági nevelő munkához, hiszen ebben az intézményben nem csak a rendi nyomda a Don Bosco Nyomda talált helyet, hanem elsősorban az a nevelőotthon, amelyet még 1882-ben alapított gróf Károlyi Sándorné (sz. Kornis Clarisse) árvaházként. A létesítményhez tartozott egy nagy park és cserkészotthonként szolgáló ház is. 1925-től egészen 1950 tavaszáig működött itt a szaléziak fiúnevelő intézete, ahová árvákat és a legszegényebb családok gyermekeit fogadták be.
1950-ben az állam betiltotta a szerzetesrendek működését, az erőszakos feloszlatás a szalézi rendet is érintette. Sándor István kezdetben sekrestyésként tudott elhelyezkedni, de emellett tovább folytatta – immár illegalitásban – az ifjúsággal való foglalkozást: kirándulásokat, magánlakásokban összejöveteleket szervezett, és hittant tanított.
1949-ben, amikor az ÁVH besorozott állománya egy részéből háromhónapos kiképzést követően létrehozták az egy-kétszáz fős pártőrséget, ebbe előszeretettel válogattak be árvaházban felnőtt fiatalokat. Így történt, hogy Sándor István tanítványi közül is bekerültek néhányan a pártőrség tagjai közé, és volt, aki továbbra is tartotta Sándor Istvánnal a kapcsolatot.
1951. február végén a hatóság tudomására jutott Sándor István illegális tevékenységének egy része, ezért titokban figyelni kezdték. Miután egy jóakaró bizalmasan értesítette erről, a rendi vezetőség megszervezte számára a külföldre menekülést. Hamis útlevéllel már a nyugati határ közelében járt, amikor úgy döntött, inkább vállalja akár a vértanúságot is, de nem hagyja magukra a reá bízott fiatalokat.
Budapestre visszatérve, hogy letartóztatását elkerülje, Kiss István álnéven a Persil Művek dolgozója lett, és bejelentés nélkül lakott egyik rendtársa lakásában. A Persil gyárban végzett nevelő munkájáért „népnevelő elismerést” kapott.

### A „pártőrség-per”
1952-ben egyrészt kitudódott, hogy Kiss István neve alatt valójában Sándor István rejtőzik, másrészt az Államvédelmi Hatóság tudomására jutott az is, hogy a legfőbb pártvezetők védelmét ellátó őrség egyik tagja aktív kapcsolatban áll vele, az illegális tevékenységet folytató szerzetessel.
Ebben olyan súlyos vétket láttak, hogy államvédelmis tisztek izgatása ürügyén 1952. július 28-án letartóztatták. A börtönben többször összeverték, de nem tudták beismerő vallomásra kényszeríteni. A hetekig tartó kihallgatásokat követően 15 társával együtt (kilenc ÁVH-s pártkatona, öt katolikus pap, illetve két civil, köztük egy 15 éves gimnazista lány) Kovács Béla vezette hadbíróság elé állították. A Budapesti Hadbíróság 1952. október 28–30. között tartott szigorúan titkos, zárt tárgyaláson hozta meg az ítéletet: a gimnazista lány nyolc évet kapott; négy főt – köztük Sándor Istvánt – kötél általi halálra ítéltek, a többieket 5–15 (összesen 125 év) börtönbüntetéssel sújtották. (Később az egyik halálra ítélt büntetését életfogytiglanra változtatták.) Sándor István és két társa kegyelmi kérvényét 1953. március 12-én elutasították.

## Halála
A halálos ítéleteket három hónap múlva, 1953. június 8-án hajtották végre. Holttestét titokban, jeltelen sírba temették.
Családja a letartóztatást követően hosszú ideig semmit sem tudott sorsáról. Csak 1955-ben kapott édesapja értesítést, miszerint gyermekét „demokráciaellenes szervezkedésért halálra ítélték, s az ítéletet végrehajtották”.

## Exhumálása a jeltelen tömegsírból
2019. március 27-én jelentették be, hogy sikerült megtalálni Sándor István földi maradványait a rákoskeresztúri Új köztemető 301-es parcellájában.
Több mint másfél évi kutatómunka után, dr. Susa Éva antropológus professzor vezetésével, szakértők és az akkori szalézi tartományfőnök jelenlétében 2018. november 12-én exhumálták a rákoskeresztúri Új Köztemető 301-es parcellája 2. sorának 37-es számú sírját, melyből a várakozásoknak megfelelően hat ember csontmaradványa került elő. Dudás Eszter igazságügyi antropológus szakértő a megtalált hat személy közül egykori boldog Sándor István azonosításhoz egy általa, illetve férfi édestestvére által lezárt levélborítékot használt. Az ezekről származó DNS-minták igazolták, hogy a vértanú maradványait találták meg.

### Emlékezete
Szülővárosában, a Belvárosi templom urnatemetőjében jelképes urnahelyet alakítottak ki az emlékére, mivel addig nem lehetett teljes bizonyossággal kideríteni, hol temették el.
A krakkói Isteni Irgalmasság tiszteletére épült bazilika altemplomában kialakított magyar kápolna falát díszítő, magyar szenteket ábrázoló mozaikképek mellett felsorolt nevek között Sándor István neve is szerepel Salkaházi Sára, Kaszap István, és Bódi Mária Magdolna társaságában.

### Boldoggá avatása Budapesten

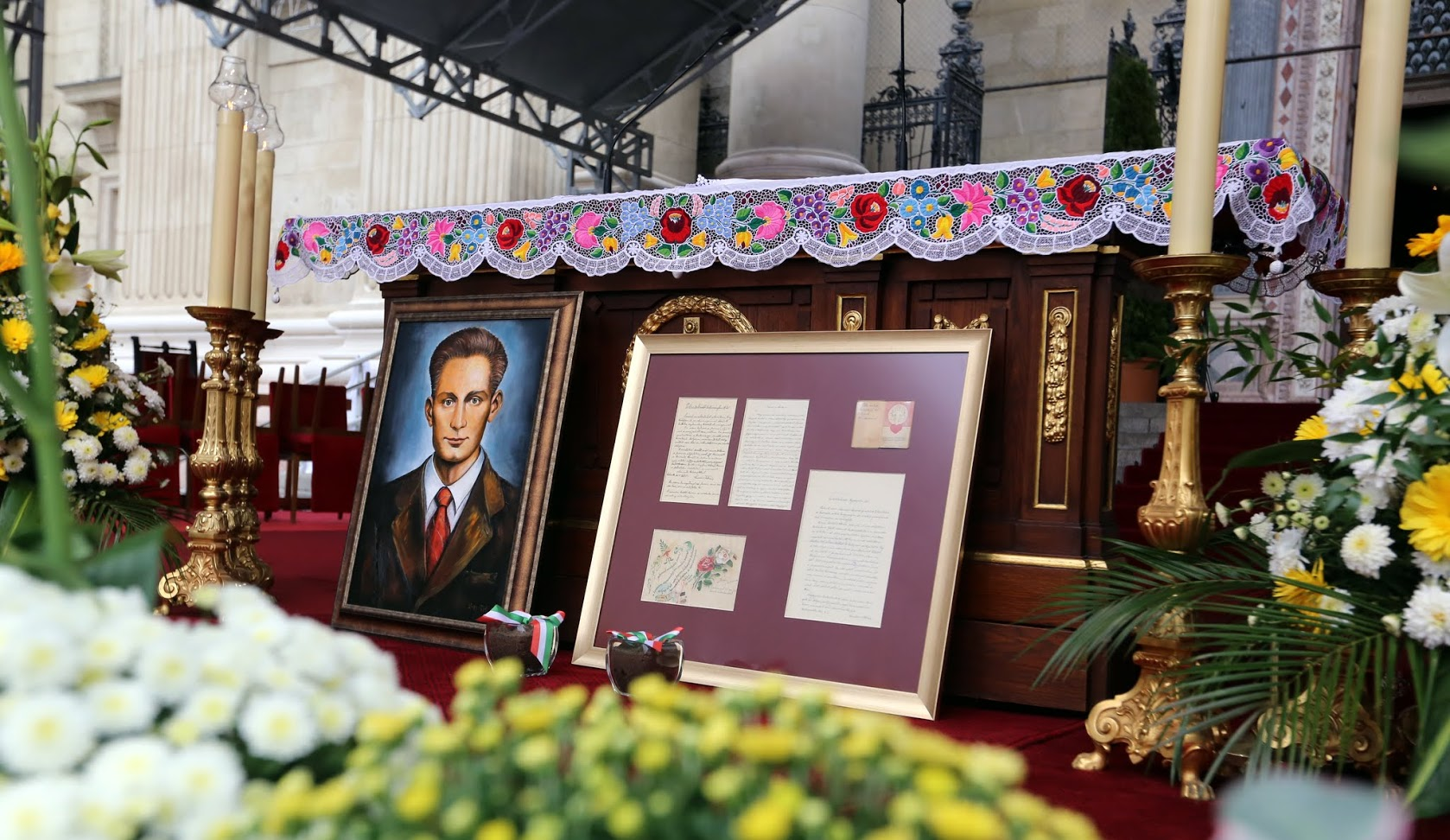
Boldoggá avatása a Szent István-bazilika előtt

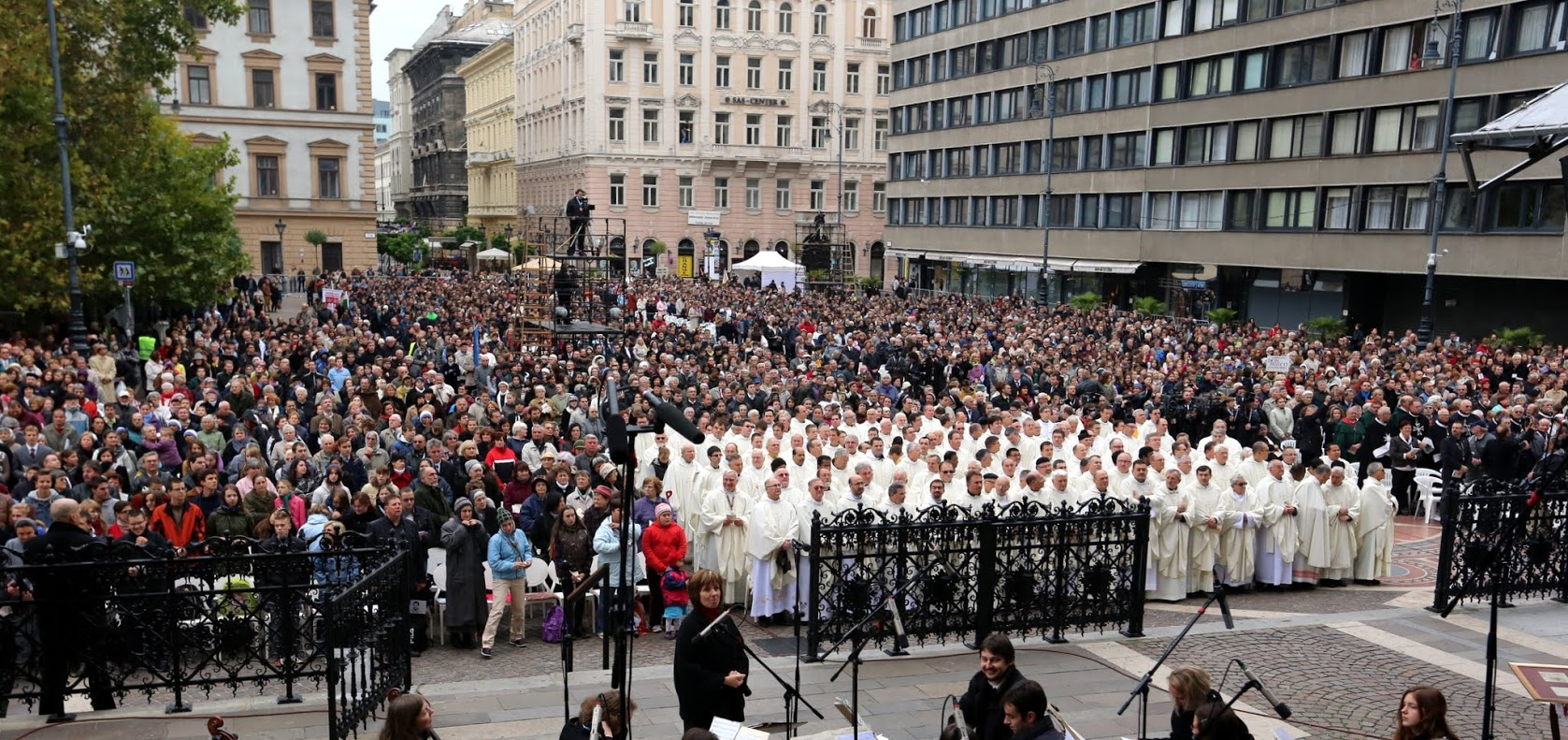
A boldoggá avatási szentmise

A katolikus egyház Sándor Istvánt vértanúnak tekinti, mivel hitéért vállalta a halált. 2006. május 24-én egyházmegyei szinten megindították a boldoggá avatási eljárást, 2008-tól a Vatikánba került az ügy, a Szenttéavatási Ügyek Kongregációja folytatta az eljárást. Ferenc pápa 2013. március 27-én engedélyezte Sándor István boldoggá-avatási dekrétumának a kihirdetését. Boldoggá avatásának időpontja: 2013. október 19.